# Алиф мадда
Алиф мамдуда (араб. ألف ممدودة‎) или алиф мадда (араб. ألف مدّة‎ — орфографический вариант написания алифа/хамзы в арабском языке, где над алифом ставится значок мадда (ـٓ).

## Правописание
В произношении обозначает хамзу (т.е. гортанную смычку) с долгим гласным «а». Получаетя из 2 комбинаций:
- Хамза, огласованная фатхой, за которой следует просто алиф (أَا), из их комбинации выводится алиф мадда; пример:

- - Глагол первой породы قَرَأَ (читал): если мы проспрягаем его в двойственное число (они двое читали) через добавление алифа, то мы получим قَرَأَا, что на письме будет قَرَآ, и его отглагольное существительное قُرْآن, получившееся из قُرْءَان.

- Хамза, огласованная фатхой, за которой следует просто хамза с сукуном (أَءْ), пример:

- - Глагол четвёртой породы آذَنَ (призвал к молитве): четвёртая порода имеет форму أَفْعَلَ, данный глагол имеет корень ء ذ ن, соответсвенно мы получаем أَءْذَنَ, что на письме будет آذن.

Примечание: вышесказанное означает, что глаголы третьей (форма فَاعَلَ) и четвёртой (форма أَفْعَلَ) породы от одного корня с первой корневой хамза будут выглядеть одинаково в формах прошедшего времени и приказательной (но не в настояще-будущем времени), пример:
- Глаголы корня ء خ ذ:

- - Третья порода: آخَذَ (ел совместно с кем-то): получился из أَاخَذَ,

- - Четвёртая порода: آخَذَ (пригласил поесть): получился из أَءْخَذَ

Также алиф мадда получается, когда встречаются вопросительный алиф и алиф васля определённого артикля аль-, пример:
آللهُ يستجيب دعاءك؟ (Аллах отвечает на твои молитвы)?
آلأطفال هم زهور الحياة؟ (Дети цветы жизни?)
Алиф мадда не используется в других случаях, например когда вторая хамза огласована (пример: أَئِمَّة "имамы", или أَأَنتم أصدقائي؟ "Вы мои друзья?") или когда встречаются вопросительный алиф и алиф васля не из артикля аль-, а из самого слова (тогда алиф васля просто удаляется, пример: أسمُك بشرى؟ "твоё имя Бушра?").
Также есть случаи, когда сочетание хамза с фатхой и последующий алиф с долгим «а» не сливается на письме в алиф мадда:
- Когда этому сочетанию предшествует буква с фатхой с последующим алифом, что даёт долгий «а» (в случае с кратким «а» сливание в алиф мадда происходит, см. пример с глаголом قَرَأَ выше, а также если этому сочетанию предшествует сукун, опять же см. выше отглагольное существительное قُرْآن от данного глагола) или с кясрой и даммой, что дают соответственно «и» и «у», с ними сливание в алиф мадда не происходит (независимо от краткости/долготы); наглядные примеры:

- - Когда сочетанию предшествует буква с долгой «а» (в данном случае нун): إِنَاء (сосуд) при постановке в двойственное число (два сосуда) даёт إِنَاءَانِ вместо إِنَاآن

- - Когда сочетанию предшествует буква с долгим «и»: глагол جَاءَ (пришёл) при постановке в приказательную форму с двойственном числе (придите оба) даёт جِيئَا вместо جِيآ. Или краткая «и»: глагол اَنْكَفَأَ (отступил, ретировался) в этой же форме (отступите, ретируйтесь оба) даёт اَنْكَفِئَا вместо اِنْكَفِآ

- - Аналогично когда сочетанию предшествует буква с долгим или кратким «у»: глагол جَرُؤَ (был смелым) даёт اُجْرُؤَا (будь смелыми оба) вместо اُجْرُآ в приказной с кратким и جَرُؤَا (были смелыми оба) вместо جَرُآ в форме прошедшего времени с долгим «у»

- Когда сочетанию предшествует дифтонг «эй» (ـَيْ), пример:

- - شَيْء (вещь) при постановке в двойственное число (две вещи) даёт شَيْئَان вместо شَيْآن

- В случае когда сочетанию предшествует дифтонг «оу» (ـَوْ) выбор сливать ли его в алиф мадда остаётся за пишущим, пример:

- - "Уродка" с корнем س و ء и в форме فَعْلَاء может писаться и как سَوْآء, и как سَوْءَاء.